# Wojska inżynieryjne ludowego Wojska Polskiego

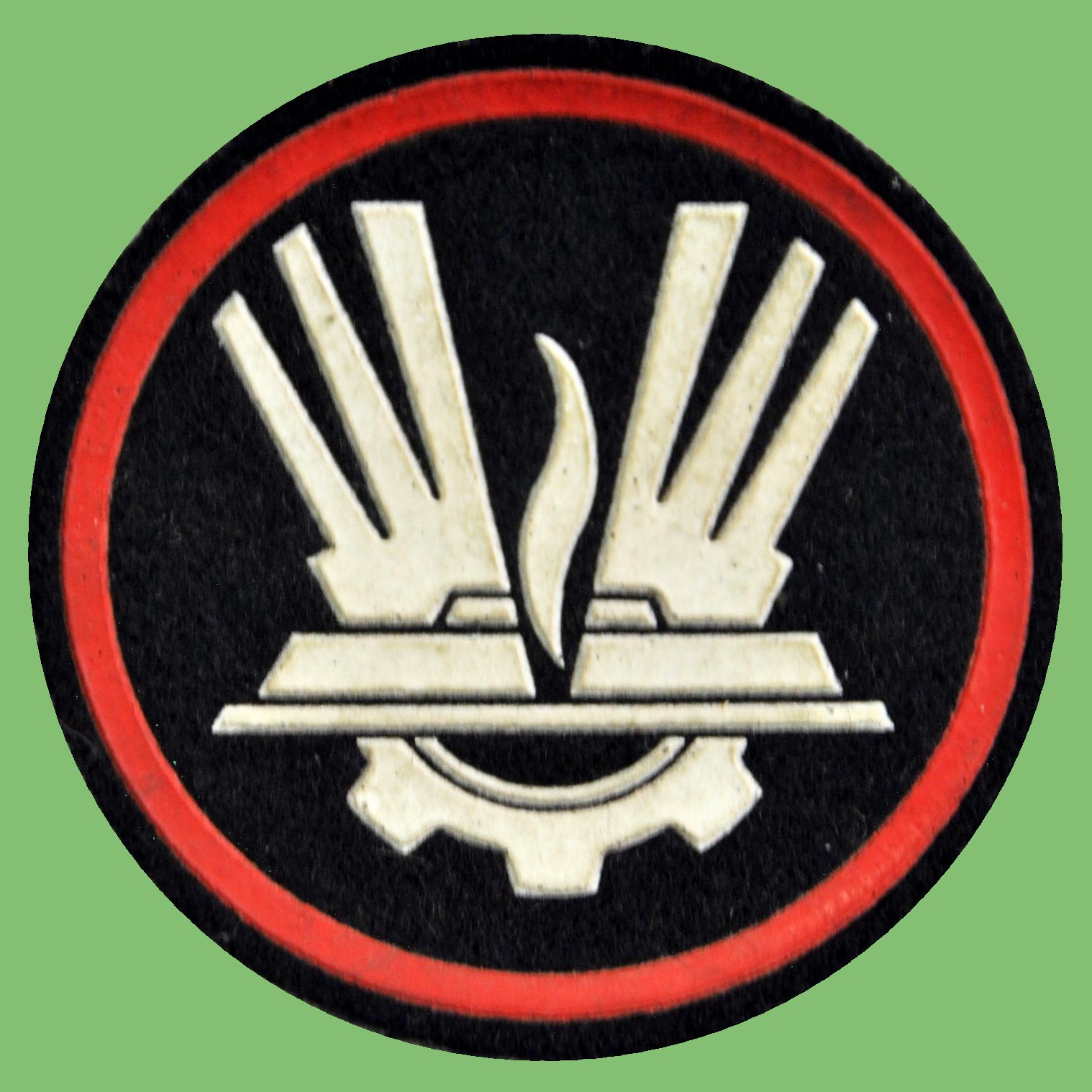
Plakietka

Wojska Inżynieryjne ludowego Wojska Polskiego – jeden z rodzajów wojsk Wojska Polskiego w latach 1943–1990.

## Polskie wojska inżynieryjno-saperskie na froncie wschodnim
W maju 1943 roku rozpoczęto formowanie 1 Dywizji Piechoty. W jej składzie sformowano pierwszą jednostkę saperską ludowego Wojska polskiego – 1 samodzielny batalion saperów.
19 sierpnia 1943 roku ukazał się rozkaz organizacyjny dowódcy korpusu gen. Zygmunta Berlinga ustalający skład i kolejność formowania jednostek korpusu. Z jednostek inżynieryjno-saperskich sformowany został korpuśny 3 batalion saperów.
W maju 1945 roku w składzie wojsk inżynieryjnych znajdowały się cztery brygady saperów 1., 2., 4. i 5 Brygada Saperów, 3 Brygada Pontonowo-Mostowa oraz 7 zmotoryzowny batalion saperów. Jednostki te w większości znajdowały się w dyspozycji ND WP. 1., 4 BSap i 7 bsap były w składzie armii.
W składzie dywizji piechoty i 1 KPanc znajdowały się bataliony:
- 1 batalion saperów – 1 DP
- 2 batalion saperów – 2 DP
- 4 batalion saperów – 3 DP
- 5 batalion saperów – 4 DP
- 13 batalion saperów – 6 DP
- 14 batalion saperów – 5 DP
- 18 batalion saperów – 7 DP
- 19 batalion saperów – 8 DP
- 20 batalion saperów – 9 DP
- 21 batalion saperów – 10 DP
- 15 batalion saperów – 1 KPanc

## Pokojowa reorganizacja wojsk inżynieryjnych
W czerwcu 1945 roku 1., 4 BSap podporządkowano Naczelnemu Dowództwu Wojska Polskiego i skierowano je do  rozminowania obszaru kraju.
Celem odbudowy stolicy sformowano 7 Brygadę Inżynieryjno-Budowlaną. Przy nowo formowanych dywizjach piechoty tworzono kolejne bataliony saperów.
Po utworzeniu okręgów wojskowych, jednostki wojsk inżynieryjnych zostały podporządkowane dowództwom okręgów. 1 BSap weszła w skład Okręgu Wojskowego Poznań, 2 BSap - OW Łódź, 4 BSap - OW Kraków, 5 BSap – OW Warszawa. 3 Brygada Pontonowo-Mostowa została włączona do OW Poznań, a 7 Brygada Inżynieryjno-Budowlana do OW Warszawa.
Jesienią 1945 roku przeformowano 3 Brygadę Pontonowo-Mostową na 1 pułk pontonowy. Pozostałe brygady pozostawiono na etatach wojennych. Z początkiem 1946 roku wszystkie brygady saperów zostały przeformowane w pułki saperów. Jednocześnie rozformowany został 7 zmotoryzowany batalion saperów. Kadrę i sprzęt tego batalionu przekazano do 2 pułku saperów.
W marcu 1947 roku  wszystkie pułki saperów oraz 1 pułk pontonowy przeniesiono na etaty o zmniejszonym stanie osobowym. W grudniu 1947 roku 2 pułk saperów został zmotoryzowany.
W rezultacie dokonanych zmian, pod koniec 1948 roku w wojskach inżynieryjnych znajdowały się cztery pułki saperów i jeden pułk pontonowy. Stan osobowy wynosił 4100 żołnierzy.
Pułki saperów:
- 1 pułk saperów w Brzegu
- 2 pułk aaperów w Kazuniu
- 4 pułk saperów  w Gorzowie Wielkopolskim
- 5 pułk saperów w Szczecinie
- pułk pontonowy  we Włocławku

Poza tym każda dywizja piechoty miała w swoim składzie batalion saperów

## Okres przyspieszonego rozwoju wojsk inżynieryjnych
Prace planistyczne mające na celu rozbudowę wojska podjęto już w końcu 1947 roku. Pierwszy plan opracowany przez zastępcę szefa SG gen. bryg. Stefana Mossora został odrzucony przez Biuro Polityczne KC PPR. Kolejny, siedmioletni plan rozwoju WP na lata 1949–1955 autorstwa szefa SG gen. broni Władysława Korczyca zakładał rozbudować wojska inżynieryjne do stanu trzech brygad saperów i dwóch pułków pontonowych.  W 1949 roku przeformowano 1 pułk saperów na 1 zmotoryzowany pułk pontonowy o etacie 13/25 i stanie 912 wojskowych. Jednocześnie, dotychczasowy 1 zmotoryzowany pułk pontonowy przemianowano na 3 zmotoryzowany pułk pontonowy.
12 lutego 1951 roku marszałek Rokossowski zatwierdził przyspieszony „plan zamierzeń organizacyjnych na lata 1951 i 1952". Plan ten zrywał z dotychczasową koncepcją zrównoważonej rozbudowy wojska w powiązaniu z rozwojem gospodarki narodowej. W wojskach lądowych planowano sformowanie ciężkiej brygady saperów. 
Ten zakrojony na niespotykaną skalę plan rozbudowy wojska rozpoczęto realizować w maju 1951 roku. W wojskach lądowych rozpoczęto formować m.in. 2 i 6 Ciężkie Brygady Saperów. 2 Ciężką Brygadę Saperów o stanie 1200 żołnierzy utworzono na bazie 2 psap w Kazuniu, a 6 CBSap sformowano od nowa w Dęblinie. Na bazie wydzielonych z 1. i 3 ppont kompanii pontonowych sformowano w Płocku 7 pułk pontonowy. Od podstaw sformowano w Dęblinie 29 batalion elektrotechniczny. W formowanych czterech korpusach piechoty, siedmiu dywizjach piechoty, dwóch dywizjach zmechanizowanych organizowano organiczne bataliony saperów. W Śląskim Okręgu Wojskowym sformowano 55. i 36 bsap w Głogowie oraz 65 bsap w Zgorzelcu i 66 bsap w Kostrzynie. W Pomorskim Okręgu Wojskowym sformowano dla 1 KP 25 batalion saperów w Wałczu
W celu rozbudowy infrastruktury wojskowej od 1950 roku sformowano 26 batalionów budowlanych liczących w sumie 29 000 żołnierzy utrzymywanych poza normą wojska.
W Okręgu Wojskowym Pomorze 5 pułk saperów z Podjuch przeniesiony został na nowy etat o stanie osobowym 901 żołnierzy, w 3 pułku pontonowym zmniejszono liczbę żołnierzy o 11%, a we Włocławku, na bazie batalionu mostów składanych 2 psap, sformowano 25 batalion mostów składanych. W OW Śląsk podobnie zreorganizowano 4 psap z Gorzowa i 1 ppont z Brzegu.
W grudniu 1952 roku większość jednostek inżynieryjnych zostało częściowo skadrowanych. W ciężkich brygadach saperów zredukowano liczbę żołnierzy o 32%, w pułkach saperów o 8%, a w 7 ppont o 49%. Nowe etaty otrzymały też samodzielne bataliony. W 25 batalionie mostów składanych obniżono liczbę żołnierzy o 36%, a w 29 batalionie elektrotechnicznym o 53%.
Na skutek intensywnej rozbudowy wojsk inżynieryjnych stan osobowy zwiększył się z 4100 żołnierzy w 1949 roku do 9900 żołnierzy w 1952 roku. W następnych latach ich stan uległ częściowej redukcji i pod koniec 1954 roku. wynosił 8100  żołnierzy.

## Okres politycznej odwilży

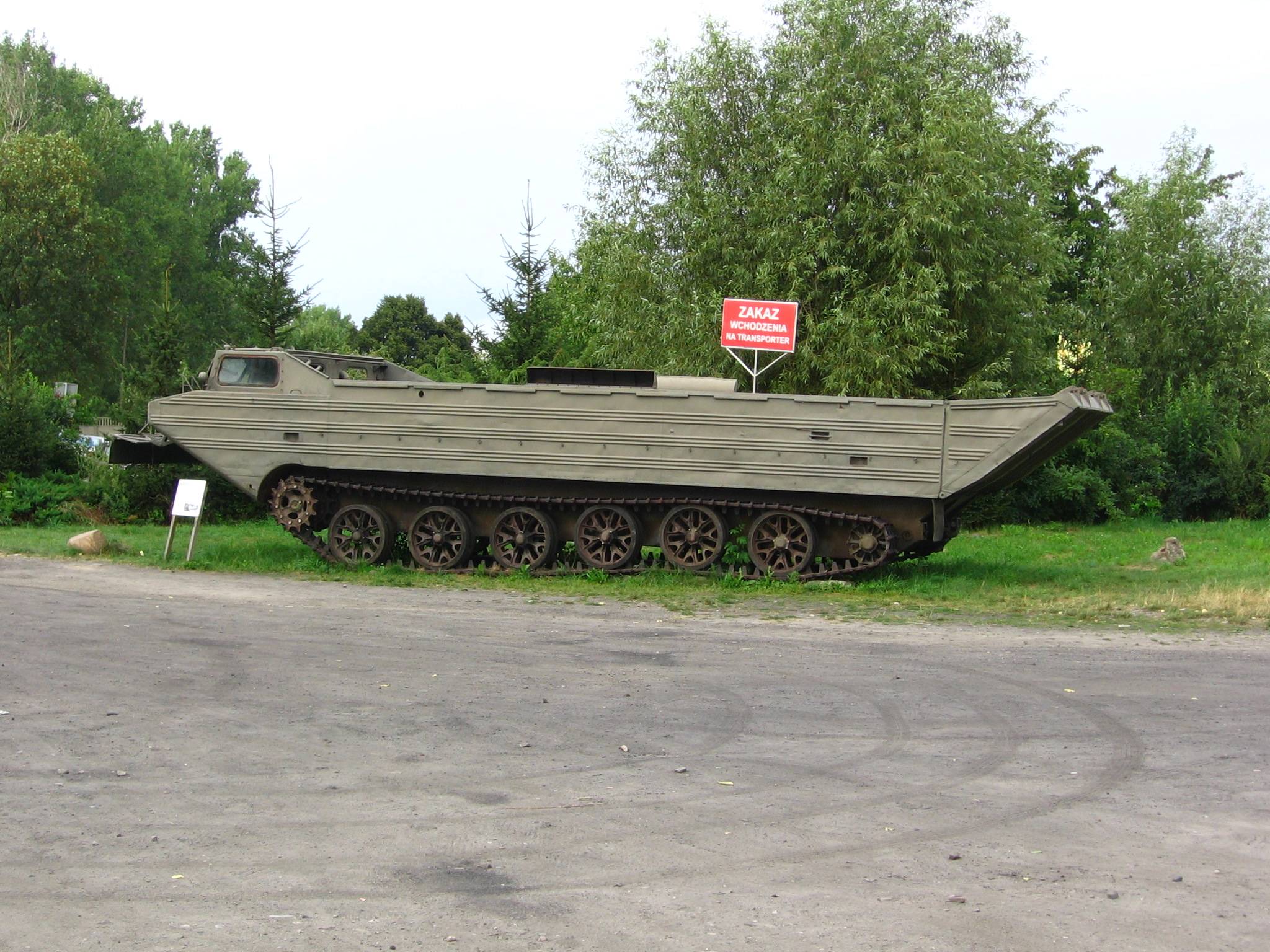
PTS-M

Na początku 1955 roku w skład wojsk inżynieryjnych wchodziły: 
- 2 Ciężka Brygada Saperów
- 6 Ciężka Brygada Saperów
- 4 pułk saperów
- 5 pułk saperów
- 1 pułk pontonowy
- 3 pułk pontonowy
- 7 pułk pontonowy
- 25 batalion mostów składanych
- 29 batalion elektrotechniczny

W połowie roku sformowano w Płocku 110 kompanię desantowo-przeprawową o stanie osobowym 60 żołnierzy. Na bazie okręgowych plutonów maszyn inżynieryjnych sformowano samodzielne kompanie. Były to: 22 kminż licząca 120 żołnierzy i 25. i 28 kompania maszyn inżynieryjnych posiadające po 90 żołnierzy.
Jesienią 1956 roku jednostki wojsk inżynieryjnych przeszły gruntowną reorganizację. 6 Ciężką Brygadę Saperów przeformowano na 6 pułk saperów. 
2 Ciężka Brygada Saperów została przeniesiona na nowy etat o stanie osobowym 1048 żołnierzy. Do samodzielnych jednostek wojsk inżynieryjnych włączono 51 batalion saperów 18 DP z Ełku. Zreorganizowano też 7 ppont, 29 belt i 22 kminż. 110 kompanię dasantowo-przeprawową przemianowano na 9 kompanię desantowo-przeprawową.
W Pomorskim OW zreorganizowano 5 psap, 3 ppont i 25 kminż i utworzono 5 kompanię desantowo-przeprawową we Włocławku.
W Śląskim OW na nowe etaty przeformowano: 4 psap, 1 ppont i 28 kminż. Utworzono 6 kompanię desantowo-przeprawową w Brzegu.
Wiosną 1957 roku nastąpiły w wojskach inżynieryjnych kolejne redukcje. Rozformowano: 6 pułk saperów, 25 batalion mostów składanych, 22., 25. i 28 kompanię maszyn inżynieryjnych i 5., 6. i 9 kompanię desantowo-przeprawową. Na nowe etaty przeniesiono: 2 CBSap, 1., 3. i 7. ppont, 4. i 5 psap i 51 bsap.
W połowie 1959 roku w Modlinie, sformowano 37 batalion saperów liczący 510 żołnierzy. Batalion ten początkowo podporządkowano dowódcy 2 CBSap, a kilka miesięcy później bezpośrednio dowódcy WOW. W sierpniu 1960 roku 37 bsap przeniesiono na nowy, wyższy o 11% etat. W listopadzie 1960 roku zostały przeformowane pułki pontonowe. 7 ppont zwiększył liczbę żołnierzy o 28%, a w 1. i 3 ppont zmniejszono stany osobowe o 12%.
W latach 1955–1960 zmechanizowano sprzęt inżynieryjny. Zwiększyło to możliwości wojsk inżynieryjnych, szczególnie w zakresie budowy umocnień polowych oraz przepraw przez przeszkody wodne. Stan osobowy wojsk inżynieryjnych został zmniejszony z 8100  żołnierzy w 1955 roku do 7000. żołnierzy w 1960 roku. Poprawie uległo ich wyposażenie, szczególnie maszyny ziemne, zwiększając stopień mechanizacji najbardziej uciążliwych prac inżynieryjnych.

## Okres stabilizacji organizacyjnej
Od 1961 roku Szefostwo Wojsk Inżynieryjnych sukcesywnie wprowadzało nowy sprzęt na wyposażenie wojsk inżynieryjnych i tak w 1962 r. wprowadzono samobieżny prom gąsienicowy, samochodowy most towarzyszący SMT, w 1966 r. park pontonowy PP–64, elastyczne ładunki wybuchowe ŁWD w 1968 r., czołgowy most towarzyszący BLG – 67, trały minowe KMT – 4 i KMT – 5  w 1970 r.. 
Powołano w 1963 roku Komitet Operacyjno – Taktyczny, który miał za zadanie koordynowanie prac naukowych w zakresie postępu technologicznego w wojskach inżynieryjnych. 
Opracowano nowy etat dla oficerskiej szkoły przyjmującej  status szkoły wyższej oraz etaty  szkoły chorążych i szkoły podoficerskiej  wojsk inżynieryjnych.   
W okresie od 1965 do 1975 roku w Wyższej Szkole Oficerskiej Wojsk Inżynieryjnych utworzono muzeum poświęcony tradycją i działalności Wojsk Inżynieryjnych.
W 1968 roku opracowano nowy „Mały Indeks Materiałowy JIM” dla sprzętu inżynieryjnego, a w 1969 roku opracowano regulamin współzawodnictwa operatorów maszyn inżynieryjnych.
Od początku lat siedemdziesiątych zorganizowano coroczne spływy przodujących załóg z poszczególnych okręgów wojskowych w Dniu Sapera (16 kwietnia), a w 1975 roku zlot przodowników wyszkolenia bojowego.

## Symbolika wojsk inżynieryjnych w Polsce
|  |  |  |  |  |